# Инглиш, Дайан
Дайан Инглиш (англ. Diane English, род. 18 мая 1948, Буффало, Нью-Йорк) — американский кинорежиссёр, сценаристка и продюсер. Инглиш наиболее известна как создатель длительного комедийного телесериала «Мерфи Браун», который транслировался на CBS с 1988 года по 1998 год. Телесериал принес ей три премии «Эмми» и две награды Гильдии сценаристов США.

## Биография
Дайан Инглиш родилась и выросла в Буффало, Нью-Йорк. После десятилетия работы в информационных программах, в 1980-х начала Инглиш начала карьеру сценаристки, работая над телефильмами «Резец небесный» (1980) и «Как она побывала мужчиной» (1984). В 1985 году она создала свой первый ситком, «Фоли-сквер», для CBS. Затем она работала сценаристкой в ситкоме «Моя сестра Сэм», прежде чем создать «Мерфи Браун». Это привело её к созданию ситкомов «Любовь и война» (1992—1995), Double Rush (1995) и Ink (1996—1997).
В 2008 году Инглиш выступила режиссёром, сценаристкой и продюсером своего дебютного кинофильма «Женщины». Инглиш на самом деле написала сценарий к фильму за пятнадцать лет до его выхода на экраны, но по разным причинам его производство откладывалось. Когда фильм дебютировал, он получил негативные отзывы от критиков, однако имел умеренный успех в прокате. В 2015 году Инглиш вернулась к телевидению, создав комедийный телесериал, главную роль в котором исполнит Мишель Пфайффер.

## Фильмография

### Режиссёр
- 2008 — Женщины / The Women

### Сценаристка
- 1980 — Резец небесный / The Lathe of Heaven
- 1984 — Как она побывала мужчиной / Her Life as a Man
- 1984 — 1985 — Призыв к славе / Call to Glory
- 1986 — 1988 — Моя сестра Сэм / My Sister Sam
- 1988 — 1998 — Мерфи Браун / Murphy Brown
- 1992 — 1995 — Любовь и война / Love & War
- 2008 — Женщины / The Women

### Продюсер
- 1986 — 1988 — Моя сестра Сэм / My Sister Sam
- 1988 — 1998 — Мерфи Браун / Murphy Brown
- 1992 — 1995 — Любовь и война / Love & War
- 2008 — Женщины / The Women